# Крајковачко језеро
Крајковачко језеро је вештачка акумулација настала 1986. године изградњом бране на Крајковачкој реци , левој притоци Јужне Мораве. Језеро се налази на југозападним падинама планине Мали Јастребац, на око два и по километра северозападно од села Крајковац, у општини Мерошина. У језеро се уливају Крајковачка река и Кривајски поток. Површина језера је око један километар квадратни. Дуго је око 1.600, а широко око 600 метара.